# Kesavinahaklu, Chikmagalur
Kesavinahaklu là một làng thuộc tehsil Chikmagalur, huyện Chikmagalur, bang Karnataka, Ấn Độ.